# ケニッキー
ケニッキー（Kenickie）は、イギリスのロック・バンド。1994年にサンダーランドにて結成。1998年に解散。

## 略歴
1994年に、6歳の頃からの幼馴染で学校の同級生だったローレン・ラヴァーンとマリー・デュ・サンティアゴ（当時15歳）という女性2人で結成。その後、ローレンの兄であるジョニーX（本名ピーター・ゴフトン）がドラマー、エミー・ケイト・モントローズがベーシストとして参加、バンドの土台が完成する。1996年9月にシングル「パンカ」でデビュー。その後、2枚のシングルを発表し、翌年5月にアルバム『アット・ザ・クラブ』をリリースし、全英9位を獲得。メンバーの当時10代ならではの瑞々しいポップでパンキッシュなサウンドが人気を博した。
1998年8月にセカンド・アルバム『ゲット・イン』を発表。ホーン・セクションの導入や、より洗練されたギターポップ・ナンバーが並ぶ内容だったが、全英32位とやや後退。同年10月に解散を発表。

## ディスコグラフィ

### スタジオ・アルバム
- 『アット・ザ・クラブ』 - At the Club (1997年、Emidisc)
- 『ゲット・イン』 - Get In (1998年、EMI)

### ラジオ・セッション・アルバム
- The John Peel Sessions (1999年、Strange Fruit)[1]

### EP
- Catsuit City (1995年、Slampt)
- Skillex (1995年、Fierce Panda)

### シングル
- 「パンカ」 - "Punka" (1996年)
- "Millionaire Sweeper" (1996年)
- 「イン・ユア・カー」 - "In Your Car" (1997年)
- "Nightlife" (1997年)
- "Punka" revised edition (1997年)
- "I Would Fix You" (1998年)
- "Stay in the Sun" (1998年)